# Gabriele Foschiatti
Gabriele Foschiatti (Trieste, 28 giugno 1889 – Dachau, 20 novembre 1944) è stato un militare, partigiano e antifascista italiano.
Fu un irredentista mazziniano che legò il suo nome alle vicende storiche riguardanti l'impresa di Fiume, guidata da Gabriele D'Annunzio, e l'antifascismo giuliano durante la seconda guerra mondiale.

## Biografia e pensiero

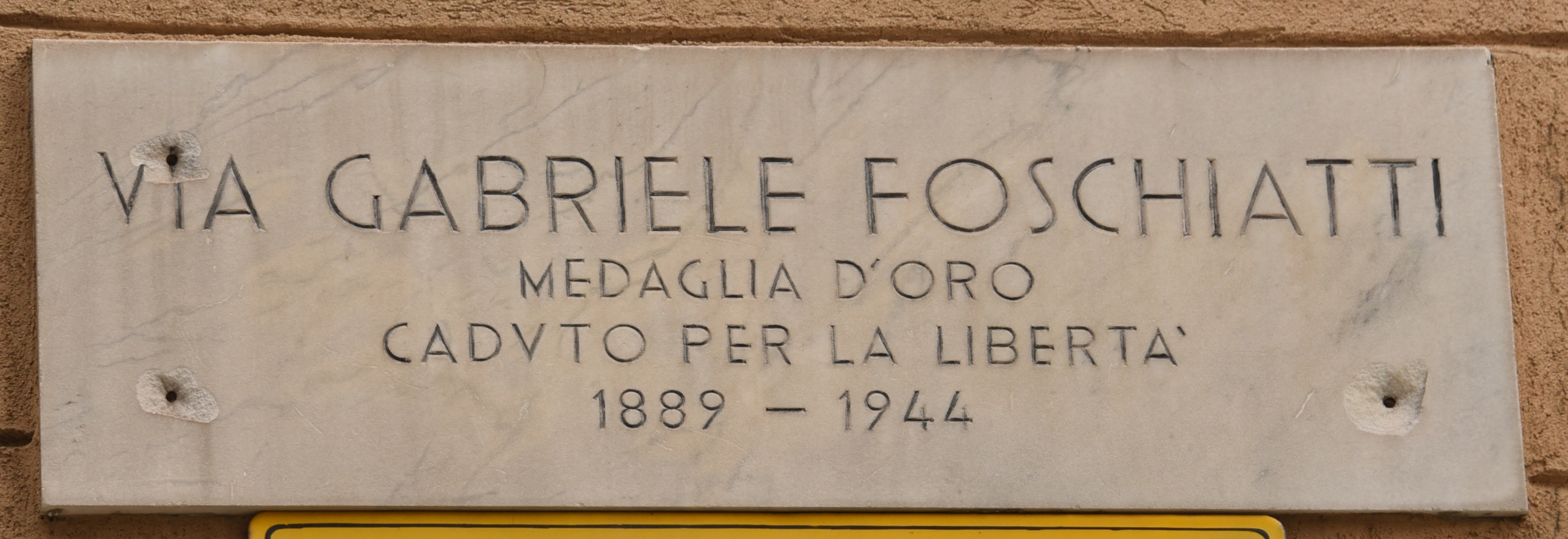
cartello stradale a Trieste

Allo scoppio della I guerra mondiale, nel 1914, si arruolò volontario nella Legione Garibaldina, combattendo nell'Argonne. Irredentista e dannunziano, partecipò come volontario alla prima guerra mondiale, arrivando al grado di tenente degli Arditi, e all'Impresa di Fiume. Dopo la ricongiunzione della Venezia Giulia all'Italia, sostenne la necessità di concedere un'ampia autonomia alla regione, in considerazione delle proprie specificità storiche e culturali. Tale autonomia si sarebbe dovuta però inquadrare nel seno di un'Italia socialista e repubblicana, non fascista. Il fascismo era infatti, secondo l'irredentista triestino, la negazione di quei valori di libertà e di giustizia sociale propugnati da Mazzini e da altri grandi pensatori del risorgimento italiano.
Durante la II guerra mondiale Foschiatti fu uno dei massimi dirigenti del Partito d'Azione a Trieste. Il 25 luglio 1943, fondò, con altri patrioti italiani, un'organizzazione antifascista, il Fronte Democratico Nazionale. Arrestato dalla polizia tedesca nel dicembre 1943, fu deportato a Dachau, dove morì nell'autunno dell'anno successivo.

## Onorificenze
Capitano di complemento di fanteria, partigiano combattente